# Procol's ninth
Procol's ninth is het achtste studioalbum van Procol Harum. Inclusief het livealbum Procol Harum Live hun negende album. 

## Inleiding
De band was een beetje uitgekeken op de muziekproducent Chris Thomas en keek rond naar een ander die hun kon inspireren. Het platenlabel Chrysalis Records schoof Bob Ezrin naar voren, maar daar voelde de bandleden geen echte connectie mee. De keus viel op duo Jerry Leiber en Mike Stoller met wie Gary Brooker al eerder had samengewerkt. Band en producers trokken de Ramport Studios in Londen in, eigendom van The Who. In drie weken werd het album opgenomen, een relatief korte periode; Procol Harum was met Chris Thomas veel langer bezig geweest, was de mening achteraf, aldus een artikel in Muziekkrant Oor van augustus 1975.
De hoes was een foto van de bandleden, voor het eerst in de geschiedenis van de band. Fotograaf was de bekende modefotograaf Terence Donovan. Het werd afgewerkt met de handtekeningen van de leden. Op de achterzijde is de band te zien in een buiten gebruik zijnde watertoren. Het album bevatte in Pandora's box de laatste hitsingle van de band. Na het album kwam het (weer) tot wisselingen in de samenstelling van de band.
De titel is een verwijzing naar de grote symfonische werken; bijvoorbeeld Symfonie nr. 9 van Ludwig van Beethoven wordt op zijn Brits samengetrokken tot Beethoven's ninth. OOR's Pop-encyclopedie  editie oktober 1979 constateerde echter dat alhoewel er een aantal goede momementen te vinden zijn, de band eigenlijk niet wist hoe ze verder moest gaan. Zij gaf ook een recensie van een optreden van Procol Harum in Paradiso waarbij de band een persiflage op haar zelf was geworden (in de versie van 1992 heeft de band geen eigen lemma meer). Jim van Alphen van Het Parool was het al in 1975 met hun eens en vond hun versie van Eight Days a Week overbodig.
In de loop der jaren werd het album een aantal keren opnieuw uitgegeven met wisselende aanvullende tracks. In 2018 kwam een uitgebreide versie uit via Esoteric Recordings met als aanvulling bonustracks en (gedeeltelijke) opnamen van twee concerten.   

## Musici
- Gary Brooker – zang, piano
- Mick Grabham – gitaar
- Chris Copping – toetsinstrumenten
- Alan Cartwright – basgitaar
- B.J. Wilson – drumstel
- Keith Reid - teksten

## Muziek

### Origineel album
| Nr. | Titel                            | Duur |
| --- | -------------------------------- | ---- |
| 1.  | Pandora's box (Brooker, Reid)    | 3:38 |
| 2.  | Fool's gold (Brooker, Reid)      | 4:01 |
| 3.  | Taking the time (Brooker, Reid)  | 3:39 |
| 4.  | The unquiet zone (Brooker, Reid) | 3:40 |
| 5.  | The final thrust (Brooker, Reid) | 4:38 |

| Nr. | Titel                                           | Duur |
| --- | ----------------------------------------------- | ---- |
| 1.  | I keep forgetting (Leiber, Stoller)             | 3:28 |
| 2.  | Without a doubt (Brooker, Reid)                 | 4:30 |
| 3.  | The piper's tune (Brooker, Reid)                | 4:28 |
| 4.  | Typewriter torment (Brooker, Reid)              | 4:30 |
| 5.  | Eight Days a Week (John Lennon, Paul McCartney) | 3:00 |

### Versie Esoteric Recordings
Cd1 vervolgde bovenstaande nummers met acht aanvullende tracks bestaande uit ruwe opnameversies, waaronder een instrumentale versie van Pandora’s box.
| Nr. | Titel              | Duur |
| --- | ------------------ | ---- |
| 11. | Pandora’s box      | 3:40 |
| 12. | Fool’s gold        | 3:57 |
| 13. | Taking the time    | 4:38 |
| 14. | The unquiet zone   | 4:27 |
| 15. | The final thrust   | 4:42 |
| 16. | The poet           | 4:19 |
| 17. | The piper’s tune   | 4:56 |
| 18. | Typewriter torment | 4:37 |

| Nr. | Titel                                  | Duur  |
| --- | -------------------------------------- | ----- |
| 1.  | Shine on brightly                      | 4:27  |
| 2.  | As strong as Samson                    | 5:38  |
| 3.  | Conquistador                           | 4:38  |
| 4.  | Pandora’s box                          | 4:24  |
| 5.  | The unquiet zone                       | 5:21  |
| 6.  | A salty dog                            | 5:27  |
| 7.  | A souvenir from London                 | 4:46  |
| 8.  | (Outside the gates of) Cerdes          | 6:51  |
| 9.  | I keep forgetting                      | 4:26  |
| 10. | Grand Hotel, including The blue Danube | 13:34 |
| 11. | Power failure                          | 7:40  |
| 12. | Simple sister                          | 6:55  |

| Nr. | Titel                  | Duur  |
| --- | ---------------------- | ----- |
| 1.  | Shine on brightly      | 4:31  |
| 2.  | Whaling stories        | 9:22  |
| 3.  | Conquistador           | 4:36  |
| 4.  | Pandora’s box          | 4:19  |
| 5.  | The piper’s tune       | 5:14  |
| 6.  | Grand hotel            | 8:01  |
| 7.  | Beyond the pale        | 3:38  |
| 8.  | A salty dog            | 5:49  |
| 9.  | I keep forgetting      | 4:39  |
| 10. | The blue Danbue        | 10:00 |
| 11. | Be Bop-a-Lula          | 3:49  |
| 12. | Old black Joe          | 4:42  |
| 13. | A Whiter Shade of Pale | 7:17  |